# Anolis smaragdinus
Anolis smaragdinus este o specie de șopârle din genul Anolis, familia Polychrotidae, descrisă de Thomas Barbour și Shreve 1935.

## Subspecii
Această specie cuprinde următoarele subspecii:
- A. s. smaragdinus
- A. s. lerneri